# Josef Marlin
Josef Marlin, Joseph Marlin, Marlin József (Szászsebes, 1824. augusztus 27. – Pozsony, 1849. május 31.) szász hírlap-, regény- és beszélyíró.

## Életútja
Apja Josef Marlin adópénztárnok volt. A nagyszebeni gimnáziumban tanult 1844. július 20-ig, ahol bölcseleti tanulmányait is elvégezte, azután egy évig nevelő volt. 1845. augusztus 8-án Bécsbe ment és az evangélikus teológiai egyetem hallgatója volt. Itt megismerkedett Schmidl Adolf íróval, aki akkor adta ki az Oesterreichische Blätter für Literatur und Kunst c. folyóiratát, ebbe írt Marlin először (1845) a román nyelv és irodalom eredetéről. A lengyel ifjak társaságába került, azok igyekeztek őt eszméiknek megnyerni, apja azonban fiát, aki 1846 elején betegeskedett, féltvén ezen körtől, hazahívta. 
Szülővárosában azonban nem sokáig maradt, 1846 decemberében Pestre jött és házinevelő lett. Ezen állásával azonban elégedetlen volt és a drámai irodalomnak szentelte idejét. Egy színművét már átadta a pesti német színház igazgatójának, aki el is fogadta, azonban előadatása előtt a színház leégett. 1847 szeptemberében ismét hazautazott és két hónap múlva visszatért Pestre, ahol megismerkedett Heckenasttal, aki tisztességes díjat fizetett regényéért és a Pester Zeitungnál is alkalmazta. A márciusi napok után Glatz visszaléptével átvette a lap tényleges szerkesztését is; ezen lapban megjelent erdélyi levelei figyelmet keltettek. 1848-ban lelkesült a magyar ügy iránt és egy csapat nemzetőr parancsnoka lett; emellett Kossuthot dicsőítő cikket írt a nevezett lapba és az erdélyi szászokat lelkesítette a magyar ügyhöz való csatlakozásra (644. sz.), erre apja a Kronstädter Zeitungba írt cáfoló cikket és fiát hazahívta, aki Lamberg megöletése után valóban haza is tért. 
1848 októberében Heckenast felajánlotta neki a Pester Zeitung helyettes szerkesztését, melyet elfogadott és ismét Pestre költözött. Amikor 1849 áprilisában a magyarok Pestet elfoglalták, Marlin Bécsbe ment, ahol egy ideig a Wanderer szerkesztőségében dolgozott és az augsburgi Allgemeine Zeitungba küldött időnként tudósításokat a magyar szabadságharc folyamáról. Később a Csallóközben előnyomuló osztrák csapatokhoz csatlakozott. 1849. május 31-én Pozsonyban, ahol akkor éppen tartózkodott, kolerában meghalt.
Cikkei a Blätter für Geist, Gemüth und Vaterlandskundeban (1847. Zu einer Kultur- und Literaturgeschichte der Sachsen, Fürst Sigmund Báthori und Siebenbürger zu Ende des XVI. Jahrhundert); a Pester Zeitungban (1847. 422. és köv. sz. Skizze einer Reise von Hermannstadt üger Klausenburg und Debreczin nach Pest); a Sächischer Hausfreund c. brassói naptárban hátrahagyott irataiból (1869. Magister Jeremias Zwieblein, ein siebenbürgische Geschichte aus dem XVII. Jahrhundert).

## Munkái
- Politische Kreuzzüge im Sachsenlande von Josi. Hermannstadt, 1847. (Költemények).
- Geschichten des Ostens. Pest, 1847. Hét kötet. (1-3. Attila, 4-5. Sulamith, 6-7. Jenseit der Wälder, az utóbbi két kötet 1850-ben címlap kiadásban is megjelent).

Nagyszebeni tanulókorában több balladát és színdarabot írt, melyeket elégetett; maradtak utána kéziratban: két regény töredéke és önéletrajza 18 éves koráig, ezt 1845-ben írta, 4rét 24 levél (kivonatát Wittstock közli).